# Gräfentonna
Gräfentonna ist ein Ortsteil der Gemeinde Tonna im Landkreis Gotha in Thüringen.

## Lage
Die Gemeinde liegt im äußersten Norden des Landkreises, etwa 20 km nördlich der Kreisstadt Gotha, 7 km östlich von Bad Langensalza. Gräfentonna wird von der Tonna durchflossen, einem Bach, der am südlichen Ortsrand von Ballstädt bei der Fahner Höhe in 337 m Höhe ü. NN entspringt. Zwischen Gräfentonna und dem anderen Ortsteil Burgtonna fließt ihr der Seegraben zu, der das „Seefeld“ zwischen Gräfentonna und Döllstädt entwässert. In Gräfentonna münden in der Nähe der Justizvollzugsanstalt der aus Aschara („Weißer Bach“) und Eckardtsleben („Schwarzer Bach“) nun genannte „Reifenheimer Graben“ und der aus den östlichen Feldern kommende Brombach in die Tonna. Sie verlässt die Gemeinde in nördlicher Richtung und mündet etwa 10 km nach ihrer Quelle bei der Lohmühle in der Nähe von Nägelstädt, einem Ortsteil von Bad Langensalza, in die Unstrut in 167,1 m ü. NN. Sie gehört somit zum Flusssystem Unstrut, das sein Wasser über die Saale und Elbe bei Hamburg in die Nordsee ergießt. Die Tonna entwässert ein Gebiet von 65,4 km².

## Verkehrsanbindung
Die Verkehrsanbindung erfolgt über die Bahnstrecke Kühnhausen–Bad Langensalza, zu der in Gräfentonna ein Bahnhof besteht. Die Bahnstrecke Ballstädt–Straußfurt hingegen ist stillgelegt. Zudem liegt Gräfentonna an der B 176 (Bad Langensalza–Sömmerda, früher L 1042).

## Geschichte

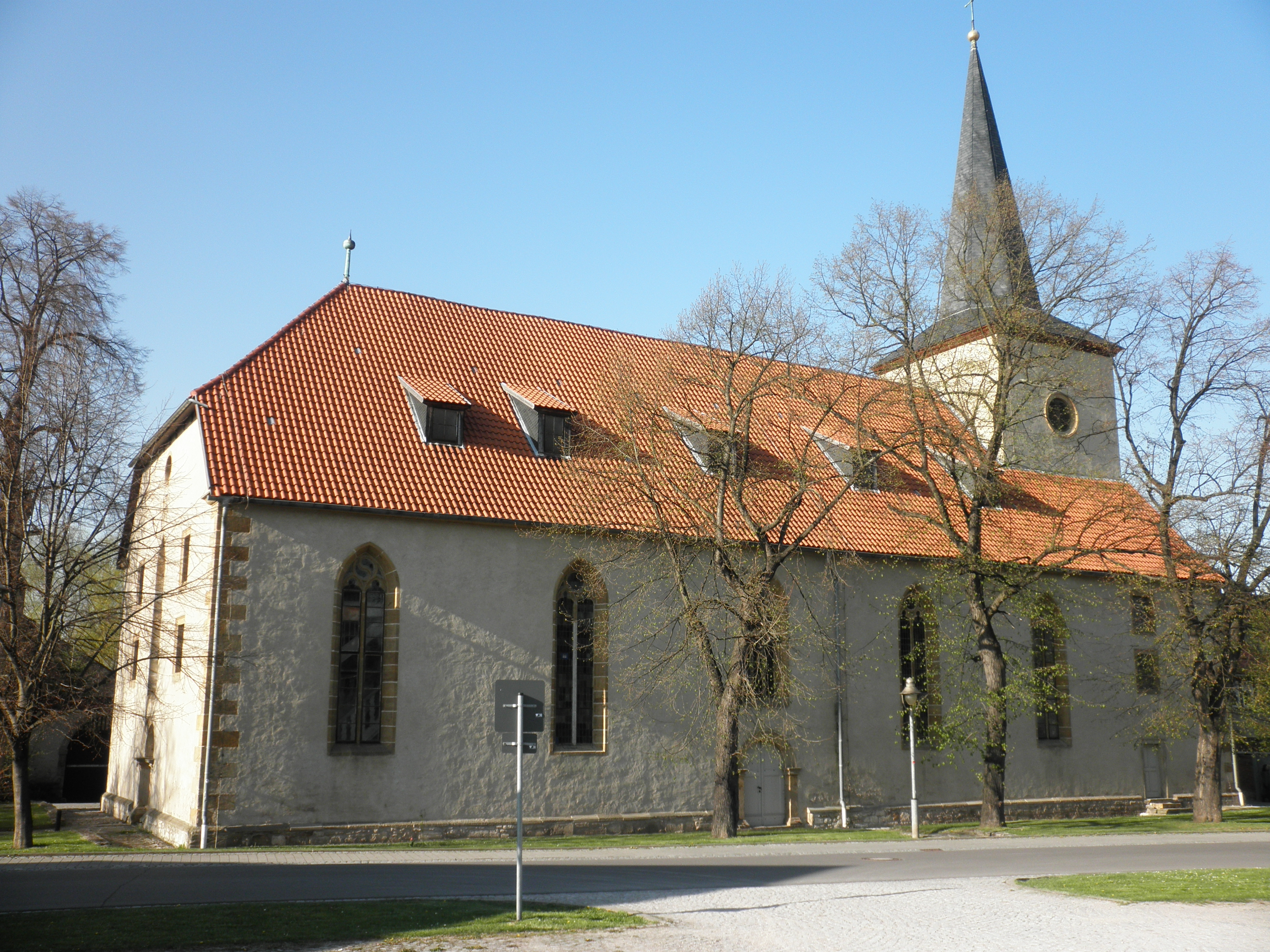
Kirche in Gräfentonna

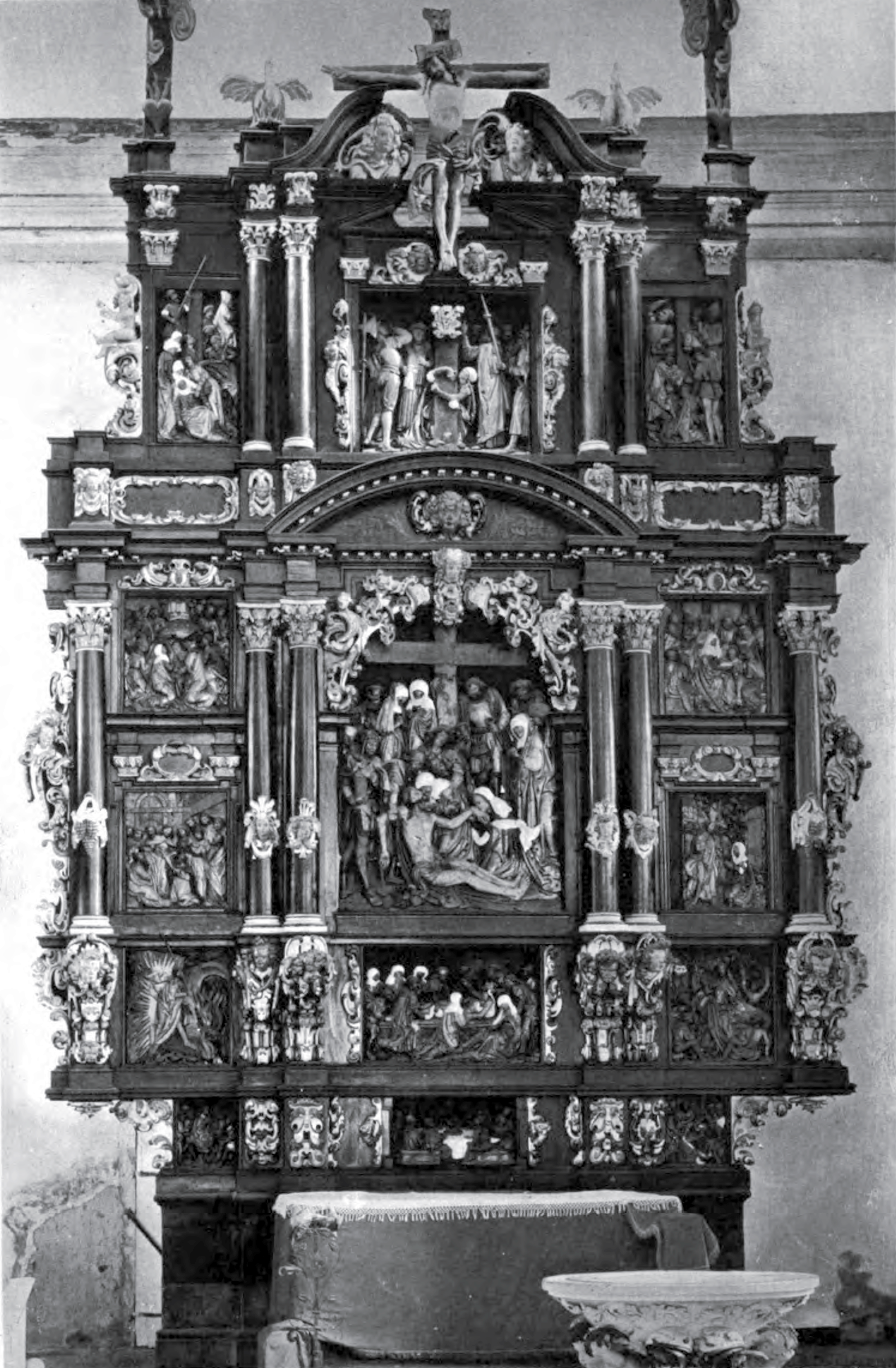
Altar der Kirche in Gräfentonna, Aufnahme von 1891

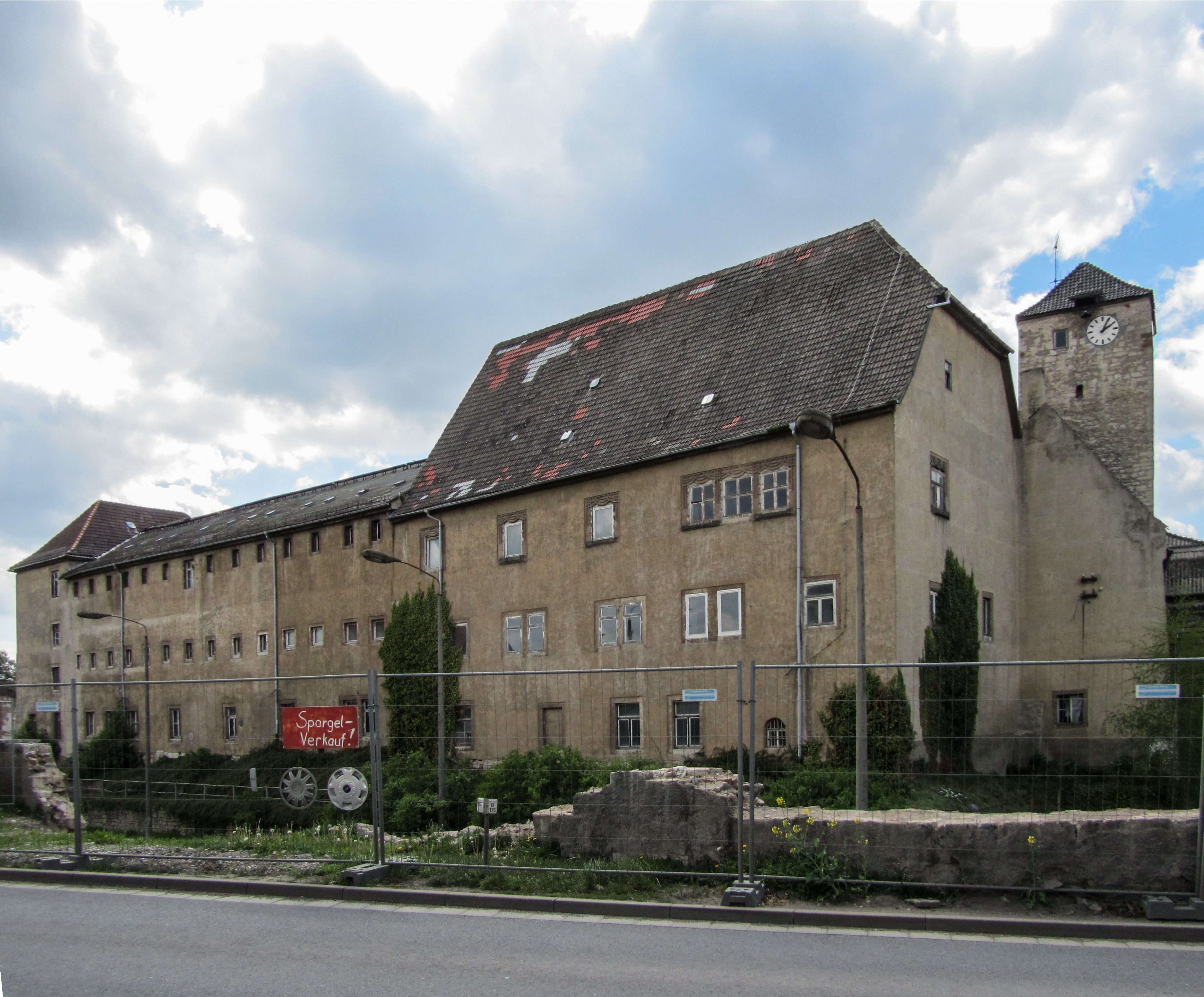
Die Kettenburg in Gräfentonna

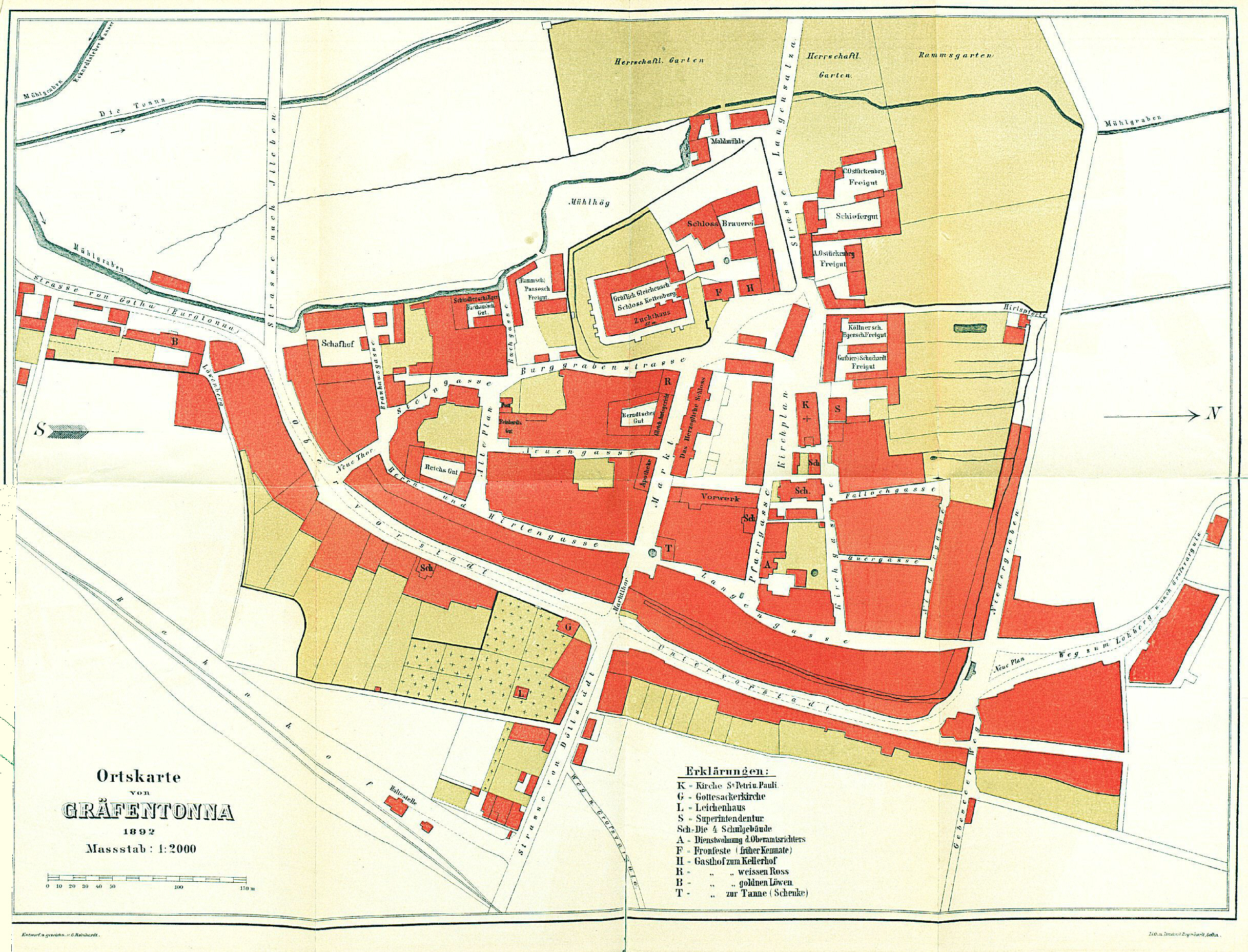
Plan des Marktfleckens Gräfentonna – nach archivalischen Unterlagen 1892 erstellt von G. Reinhardt

Grabmal Georg Eckelt, Bild von 1901, heute auf dem Friedhof nicht mehr vorhanden

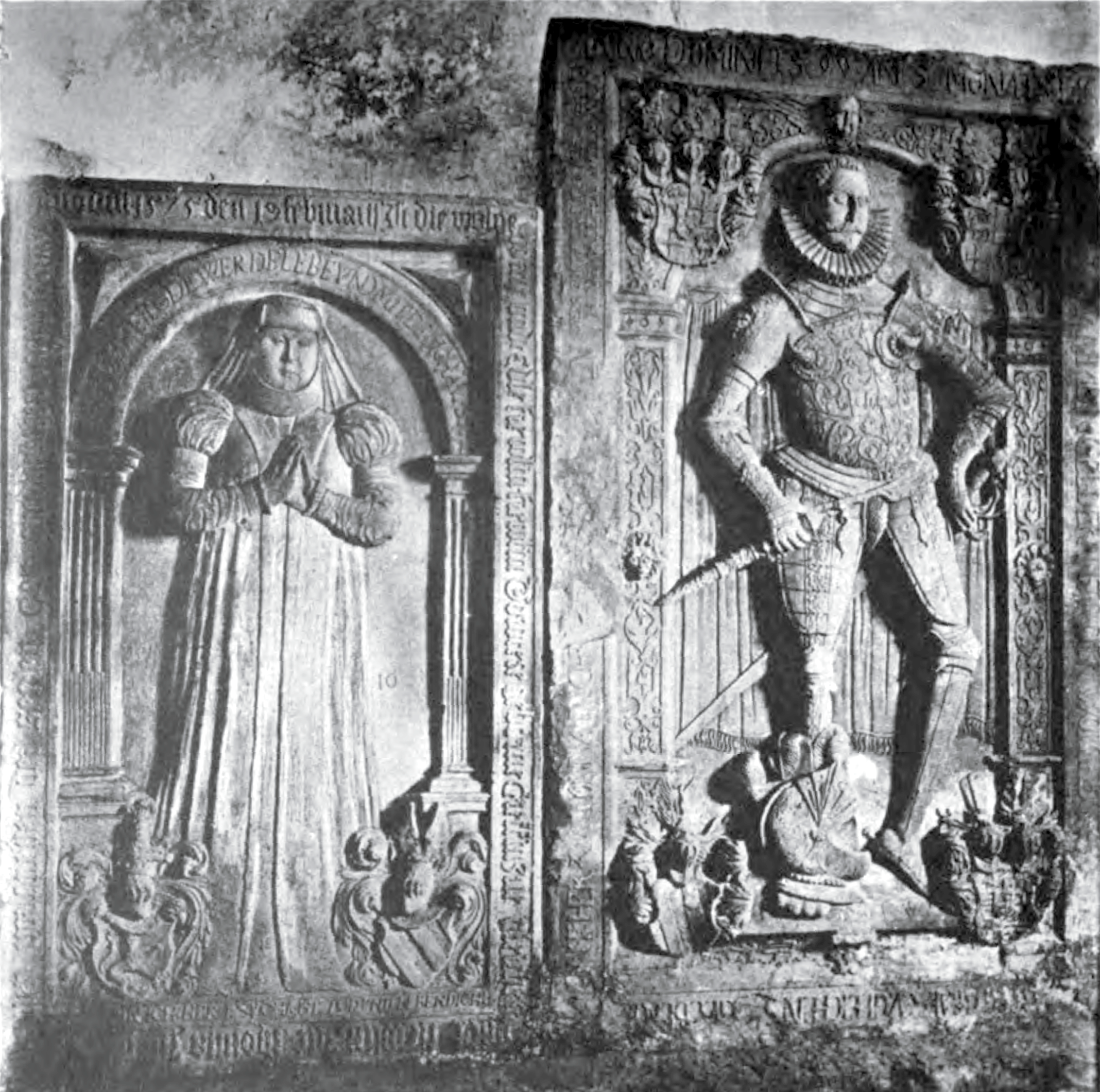
Dorothea, geborene Gräfin zu Gleichen und Tonna († 1575) und Georg III. Graf zu Gleichen, Spiegelberg und Pyrmont, Herr zu Tonna († 1599)

### Vorgeschichte
Das Mauerkammergrab von Gräfentonna wurde vor 1894 abgetragen und untersucht. Die Ost-West orientierte Kammer hat Seitenwände mit Trockenmauerwerk und war von einer Steinlage bedeckt (Dachabdeckung); darüber lag ein 3,0 m hoher Hügel von etwa 30 m Durchmesser. Die Kammer war durch Steinlagen in Quartiere unterteilt. Gefunden wurden Reste von mindestens 32 Individuen beiderlei Geschlechts deren Knochen zertrümmert waren. In der Nähe der Schädel lagen 79 durchbohrte Tierzähne (von Eber, Dachs und Hund)' meist in Gruppen von 8 bis 18. In der Kammermitte fanden sich Reste zweier Gefäße. Eine Scherbe hatte warzenförmige Fortsätze, Stichverzierung und Fischgrätenmuster. Grabbau, Bestattungsweise und die geringen Keramikfunde legen eine Zuordnung zur Bernburger Kultur nahe.
In der Gemarkung Gräfentonna wurden auf dem Semshög, dem Warthügel, aus einem im Neolithikum angelegten Grabhügel Funde der frühen Eisenzeit wie Wendelringe, Steigbügelarmringe und Ringbruchstücke gemacht, die jedoch auch aus Nachbestattungen stammen könnten. Aus dem etwa einen Kilometer nördlich entfernten Körpergrab mit reichen Metallbeigaben hat man 15 Steigbügelringe entnommen.
Als 1695/96 Bauern zwischen Burgtonna und Gräfentonna beim Sandschürfen Knochen eines vor hunderttausend Jahren verstorbenen Waldelefanten fanden, verständigten sie die Herzogliche Kammer in Gotha davon. Der herzogliche Leibarzt Raab und später auch das „Gelehrte Collegium Medicum“ vertraten die Ansicht, es handele sich um ein mineralisches Gebilde. Wilhelm Ernst Tentzel wies dagegen in seiner 1696 erschienenen Schrift Epistola de sceleto elephantino nach, dass sie von einem Elefanten stammten und erregte damit Aufsehen, denn nur wenige konnten sich die dazu nötige Klimaänderung vorstellen. Ein Briefwechsel, den er mit dem Gelehrten Gottfried Wilhelm Leibniz in dieser Angelegenheit kurz führte, brachte auch nicht die ersehnte wissenschaftliche Anerkennung. Erst 1699, mit einem zweiten Fund in der Nähe der ersten Fundstelle, setzte sich seine Meinung endgültig durch. Der Streit machte Tonna in der internationalen Gelehrtenwelt bekannt. Auch Georg Florschütz beschäftigte sich mit der Thematik und verfasste dazu 1905 die Schrift „Die erste Aufdeckung des Elephas antiquus in den Sandbrüchen bei Gräfentonna: ein Betrag zur Geschichte der Naturwissenschaften“ verfasst.

### Entwicklung des Namens
Nach Reinhardt wandelt sich der Name von Tonnaha und Tunnaha (775) über Thunnaha (845), Grefynthunna (854), Tonnahu (874), Tonnaha (968), Donnaha (10. Jahrhundert) zu Tunna (13. und 14. Jahrhundert) und Thonna (12. und 16. Jahrhundert) Die Endung „a“ ist ein Relikt von „aha“, was auf Wasser, Fluss, Bach, Aue hinweist. Das trifft allerdings nicht auf viele andere Orte mit der Endung auf „a“ zu; diese Endung hat sich aus anderen Endungen entwickelt. So hieß beispielsweise Witterda früher Widerthe (1148) und Aschara im 10. Jahrhundert Asguri.
Reinhardt zählt drei verschiedene Deutungen des Wortstamms tonn (thonn, dunn) auf:
- Der tonige, schwere Boden der Talmulde, in der Gräfentonna liegt, könnte Namensgeber gewesen sein.
- Der erste Ansiedler könnte so geheißen haben.
- Der Wortstamm der Orte Gräfentonna, Burgtonna oder Östertonna geht auf dun zurück, die keltische Bezeichnung für Berg oder Bergrücken, Hügel. Das verweist auf die Fahner Höhe, die in die Tonna (ehem. „Donnbach“) entwässert.

Anfang des 19. Jahrhunderts machte der Ortsvorstand von Gräfentonna allen Spekulationen über die Namensherkunft ein vorläufiges Ende, indem er eine Biertonne ins Gemeindesiegel aufnahm.
Im Jahre 755, kurz vor seinem Tod durch Erschlagen, wurden dem 80-jährigen Hl. Bonifacius, dem Schutzheiligen des Klosters Fulda, von der Matrone Ara 1 Huf 24 Acker, die zu Tonnahu lagen, geschenkt. Gräfentonna wird zudem in einer Urkunde aus dem Jahre 779 (775?) erwähnt.
Recherchen beim hessischen Staatsarchiv im Jahre 1994 haben ergeben, dass „Tonna bereits in der Schenkung eines Ymmo, der in der Regierungszeit des Abtes Sturmius zwischen 750 und 779 Güter in Döllstädt und Tonna (in duabus villis Tullenestat et Tunnahe) an Kloster Fulda tradierte.“
Im Jahre 860 wird der fränkische Adlige Erphold als erster Graf in Tonna genannt. Dieses Jahr gilt derzeit als urkundliche Ersterwähnung; daher wurde auch 2010 die 1150-Jahr-Feier ausgerichtet. Erphold gilt auch als Gründer und Namensgeber von Erfurt.
Die älteste Urkunde, in der der Name Thunnaha vorkommt, datiert vom 18. Juli 845; sie berichtet u. a., dass Tonna in jener Zeit, nachdem es durch Schenkung durch Erphold zu Würzburg gekommen, ein Besitztum des Stiftes Fulda gewesen; durch Tausch ging es auf König Ludwig den Deutschen über, kam aber 874 wieder zu Fulda. Die Website der Verwaltungsgemeinschaft benennt jedoch eine Urkunde aus dem Jahre 779 als erste urkundliche Erwähnung. Im Jahre 860 wird der erwähnte fränkische Adlige Erphold als erster Graf in Tonna genannt. Dieser gilt auch als Gründer und Namensgeber von Erfurt. König Ludwig der Deutsche hatte ihm den Ort übergeben (siehe oben). Allerdings starb das Geschlecht mit Erphold im gleichen Jahr aus. Kurz vor seinem Tod soll er seine Besitztümer im Grabfeld und im oberen Eichsfeld der Abtei Fulda und dem Hochstift Würzburg geschenkt haben.
Ein weiterer Hinweis ist in einer Schenkungsurkunde vom 18. Mai 874: Hier wird Grefynthunna nebst anderen 116 Orten in Thüringen als dem Stift Fulda zehntpflichtig erwähnt. Erzbischof Liubert zu Mainz als auch der Abt Sigehard zu Fulda machten das Recht der Zehnterhebung für sich geltend. Den Streit darüber entschied König Ludwig der Deutsche am Hofe zu Ingelheim zu Gunsten der Abtei Fulda. Da in der besagten Urkunde im Unterschied zu Burgtonna und Östertonna Gräfentonna der Ort namentlich benannt wird, ist davon auszugehen, dass er um die Zeit von 874 bereits Grafensitz (des Grafen Erphold) war.
Von 1089 bis 1631 regierte hier das Grafengeschlecht von Tonna. Ihr Stammsitz war das Schloss Tonna, das 1089 von Graf Erwin I. bewohnt wurde. 1113 erhielten die Tonnaer Grafen die Burg Gleichen zu Lehen. Sie nannten sich fortan Grafen von Gleichen. In 1249 kommt die Bezeichnung Villa Tonna vor, womit das „Haus Tonna“, das Schloss der Grafen von Gleichen bezeichnet wurde.
Während des Dreißigjährigen Krieges wurden die Dörfer Östertonna und Reifenheim verwüstet. An Letzteren erinnert heute noch die Flurbezeichnung „Reifenheimer Feld“ südwestlich von Gräfentonna, durch das der „Reifenheimer Graben“ fließt. Die von dort geflohenen Bürger siedelten sich in Gräfentonna an, dort, wo heute noch die Straßenbezeichnung „Niederhöfe“ im NO des Ortes an die Vergangenheit erinnert. 1625 und 1626 herrschte die Pest in Gräfentonna, die ehemals etwa 1000 Einwohner zählende Gemeinde wurde zur Hälfte dahin gerafft. Zu dieser Zeit machte sich der örtliche Adjunct und Pastor des Ortes Georg Eckelt (* 19. Juli 1564 in Emleben; † 9. Oktober 1626 in Gräfentonna) einen Namen als „Pestpfarrer“. Er bemühte sich sehr um die Kranken, obwohl drei seiner eigenen Kinder starben. Als die Seuche vorbei war, hielt er einen Dankgottesdienst ab, erkrankte kurz darauf selbst an der Pest und starb. Man vermutete, er hätte sich bei dem letzten Begräbnis angesteckt. Der für ihn aufgestellte, heute nicht mehr auf dem Friedhof vorhandene Stein enthielt die im 20. Jahrhundert verwitterte Umschrift: … Eckelt. huj. loci adjunctus et pastor, natus Emlebii anno 1564. 19. Julii hic aetatis suae 62. 9 Octobr. cum 510 auditorib(us) denascitur Ao…
Die Herrschaft Tonna gehörte von 1640 bis 1677 zur Grafschaft Waldeck, wurde dann an Herzog Friedrich I. von Sachsen-Gotha-Altenburg verkauft. Ein Wahrzeichen ist das alte Schloss Tonna, dem ehemaligen Stammsitz der Grafen von Tonna und Gleichen. Von 1861 bis 1991 diente es als Gefängnis.
Gräfentonna war früher ein mit Mauer, Wallgraben und Türmen befestigter Ort. 1545 hatte die Mauer zwei Pforten und zwei Tore, zu denen später zwei weitere Ausgänge kamen:
- Gegen Osten schloss das Markt- oder Obertor mit dem Marktturm ab. Dieser wurde 1848 abgerissen. Die Wetterfahne mit dem Gleichenschen Löwen und der Jahreszahl 1588 wurde auf die Gottesackerkirche (Friedhofskapelle) gesetzt und die Steine nach Herbsleben verkauft.
- Am Ende der Langen Straße beim Übergang zum Neuen Plan stand das Niedertor neben dem alten Gemeindehaus. (Mauerrest mit „1652“).
- Am Ende der Straße mit dem Namen Hirtspforte stand das gleichnamige Stadttor. Heute erinnert noch die „Niedergrabenstraße“ an den Wallgraben zwischen diesem und dem Niedertor. Seinen Namen erhielt die Pforte von nebenstehenden Hirtenhaus, der Hirt hatte die Schließpflichten zu wahren. Aus dem Hirtenhaus wurde später das Gemeinde-Armenhaus.
- Im Süden stand die Schafpforte. Es heißt „gegen Süden rechts vom südlichen Einfahrtstor der Domänenschäferei am Mühlgraben. … Über dem Spitzbogenüber-bau zeigt sich die Jahreszahl 1545.“
- Einen namenlosen sechsten Ausgang gab es in Richtung Langensalza, wo die Straße durch die „Mönchsecke“ unweit der Mahlmühle geführt wurde.

Die Stadtmauer verlief bei Besichtigungen in 1718 und 1725 „vom Mühlengraben bei der Schafpforte hinter der Reihe später erbauter einstöckiger Häuschen hinweg, dann weiter zwischen der südöstlichen und östlichen Häuserreihe der Hirten- und Langen Gasse und der nordwestlichen und westlichen der Ober- und Untervorstadt, wandte sich dann bei dem Niederthore gegen Westen hinter dem Superintendenturgarten und dem jetzigen Gemeindehause vorbei bis zum Mühlgraben und schloss hinter der Wasserburg die westliche Seite des Ortes.“ 1779 brannte fast das gesamte Oberdorf ab und man konnte vom Markt durch die Lücke aufs freie Feld schauen. So entstand das Neue Tor.
Spätestens Mitte des 18. Jahrhunderts erhielt Gräfentonna das Marktrecht zu Abhaltung von jährlich drei Jahr- und Viehmärkten zu je zwei Tagen. Kinder erhielten an Markttagen schulfrei, um auch mit dem Karussell fahren zu können. Eine Standgebühr wurde von den Händlern nicht genommen. Im Angebot waren u. a. Textilien, Eisen- und Blechwaren, Sieb- und Seilerwaren, Brillen, Töpfer- und Konditoreiwaren.

## Sehenswertes

### Das alte gräfliche Schloss
Das alte gräfliche Schloss zu Tonna (Kettenburg) wurde bereits 1089 von Erwin I. bewohnt. Die ältesten Teile sind der 35 m hohe Turm im Nordflügel und das hohe Vorderhaus im Nordosten. Da bereits 874 der Ort als Wohnsitz (villa Tonna) der Grafen genannt wird, ist anzunehmen, dass diese Gebäudeteile aus dem neunten Jahrhundert stammen. Um 1200 wurde das Gebäude als typische spätromanische Wasserburg (umgeben von einem Graben, dessen Wasser vom Seegraben gespeist wurde) als Schloss der Grafen von Gleichen und Tonna auf einer Fläche von knapp 12000 m² neu erbaut, deren vierflügelige Kernburg mit einer trapezförmigen Vorburg ausgebaut ist. 1375 wurde das Schloss nach einem Brand wiederhergestellt und mit zeitgenössischen Stilelementen ausgestattet. Süd- und Ostflügel wurden in mehreren Stufen im 16. Jahrhundert ausgebaut. 1761 erfolgten weitere Umbauten. Der Westflügel stammt aus dem 16. oder 17. Jahrhundert. Das Schloss bildet ein Rechteck von 2604 m² (62 m × 42 m). Seit Mitte des 17. Jahrhunderts bis 1861 diente das Schloss als fürstliches Amtshaus des Fürsten zu Gotha. 1761 bezog der fürstliche Amtsvogt die renovierten Räume. Einige Räume dienten als Speicherräume für Zinsfrüchte. Bis 1859 diente das Schloss als Justiz- und Rentamtssitz und wurde bis 1861 durchgreifend umgestaltet. Von 1861 bis 1991 diente das Gebäude als Zuchthaus und hat vielleicht aus dieser Zeit seinen Namen. 1873 wurde es durch Aufstockung eines dritten Stockwerks im Süd- und Westflügel und durch einen Anbau an der Nordseite erweitert. 282 Einzelzellen „beherbergten“ die Insassen in der Nacht. Früher bewohnte ein Turmwächter den Turm, der bei drohender Gefahr oder bei Sichtbarwerden eines Feindes ins Horn stieß. Zu Zuchthauszeiten stieg ein „Insasse“ alltäglich in den Turm, um die Uhr aufzuziehen.

### Das neue Schloss am Markt
1677 legte Herzog Friedrich I. den Grundstein für das Neue Schloss am Markt. Es entstand an der Stelle eines Wirtschaftsgebäudes für den Fohlenhof. Es hatte bei einer Breite von 12 m eine Länge von beachtlichen 84 m und war dreistöckig. Jedes Stockwerk hatte 30 Fenster an der Längs- und drei an der Giebelseite. Heute ist die Verbandsgemeindeverwaltung hier untergebracht.

### Kirche Sankt Petrus und Paulus
Die Hauptkirche, den Heiligen Petrus und Paulus geweiht, wurde in der zweiten Hälfte des 15. Jahrhunderts erbaut, nachdem im Jahre 1677 der Ort an das Herzogtum Sachsen-Gotha-Altenburg gekommen war. Sie steht an der Stelle einer früheren Kirche aus vorreformatorischer Zeit. Von dieser Kirche wurden auch die acht Fensterspitzbögen mit verschiedenen gotischen Ornamenten aus dem 15. Jahrhundert übernommen. Bereits 1670 wurde ein Neubau wegen Baufälligkeit absehbar. Am 10. April 1690, vierzehn Tage nach Ostern, begann man mit dem Abbruch. Zum Neubau wurde das Abbruchmaterial verwandt. Die Grundsteinlegung erfolgte im Beisein Herzogs Friedrich I. am Freitag, dem 20. April 1691. Die Einweihung wurde am 13. November 1692 gefeiert. Die Kirche verfügt über drei schöne Rundbogenportale in den Mitten der West-, Süd- und Nordseite mit Sockeln und Kämpfern aus den Jahren 1691/92. Das Hauptportal im Westen trägt die Jahreszahl 1692 in seinem Schlussstein. Darüber zeigt eine Steinplatte im Giebel das Gleichensche und Schönburgische Wappen, die beiden Kirchenpatrone Petrus mit dem Himmels- oder Erdenschlüssel und Paulus mit dem Schwert als Symbol seiner Hinrichtung als Märtyrer in Rom sowie die Jahreszahl 1543 in spätmittelalterlicher Schreibweise als dem vermutlichen Jahr der Erbauung der Vorgängerkirche.
Im Inneren der Kirche findet der Besucher acht Voll- und vier Eckpfeiler mit hohen Sockeln, korinthischen Kapitellen, die mit Akanthusblättern geschmückt sind. Bekannt ist der Schnitzaltar der Kirche aus dem Mittelalter. Die Kanzel wurde ebenso wie der Altar ursprünglich für die Schlosskirche zu Gotha entworfen und stammt aus dem Jahre 1646. Nach dem dortigen Umbau 1687 kam sie nach Gräfentonna in die Vorgängerkirche, die drei Jahre später abgerissen wurde. Teile des Altars, die Reliefs und das große Kreuz, stammen aus der Wallfahrtskirche Grimmenthal und sind auf das Ende des 15., Anfang des 16. Jahrhunderts zu datieren. Im Jahre 1648 kam der Altar in der verfallenden Grimmenthaler Wallfahrtskirche auf Befehl des Herzogs Ernst I. von Sachsen-Gotha in die Schlosskirche und erhielt während der Restauration An- und Umbauten, weitere Teile wurden bei dem Einbau in Gräfentonna angefügt.
Nach einem Brand im Jahre 1833 musste der obere Teil des Ostturmes neu errichtet werden, im verschonten Unterteil befindet sich seit 1525 die Gruft der Grafen von Gleichen und Tonna mit zehn Grabsteinen.
Die Kirche ist Hauptkirche des Kirchspiels Gräfentonna, dem auch noch angehören Burgtonna, Aschara, Eckardtsleben, Illeben und Wiegleben. Pfarrer ist Rainer Hoffmann.

### Gottesackerkirche und Friedhof

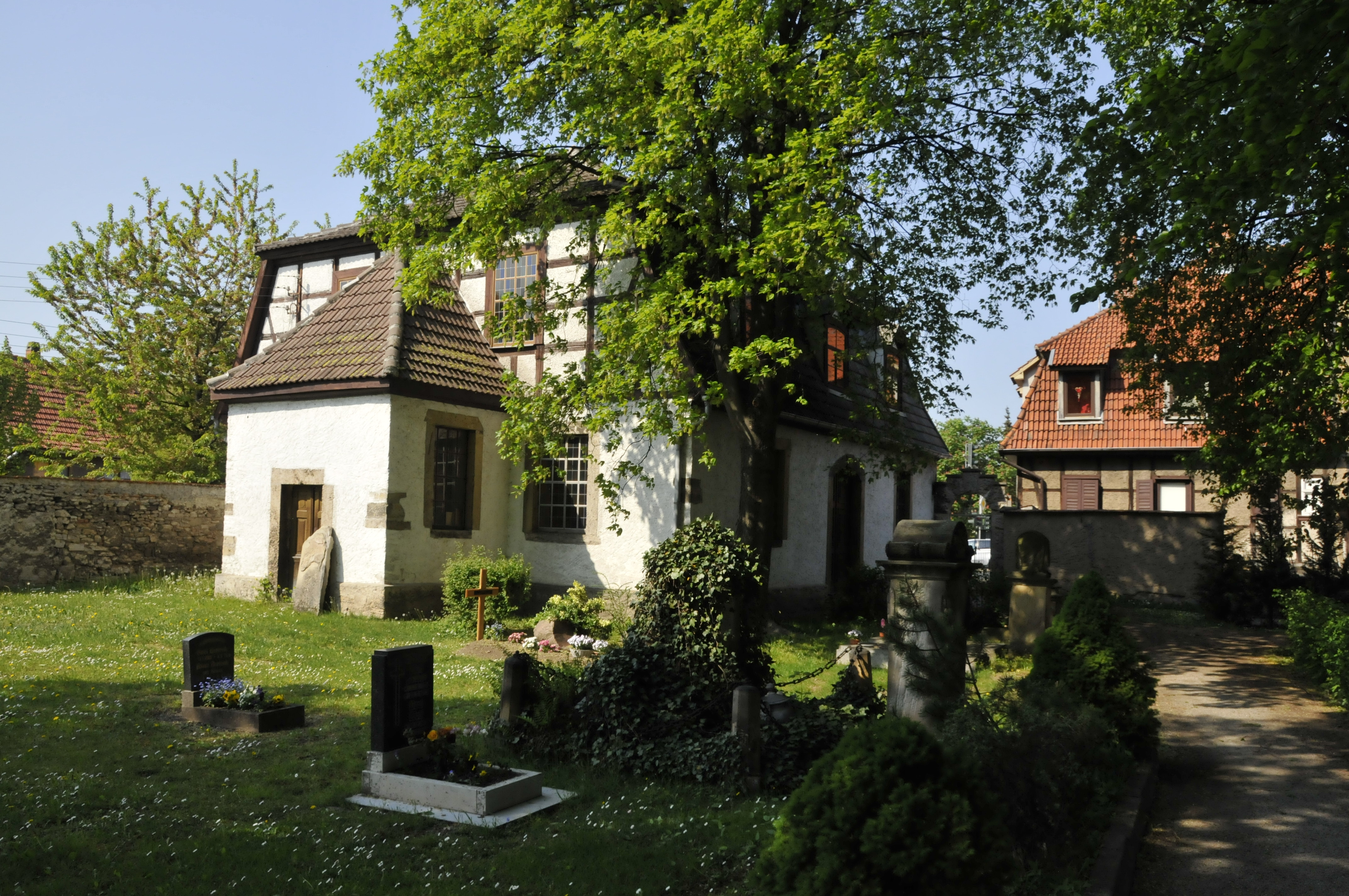
Friedhofskirche

Auf dem Friedhof entstand 1771 eine zweite, schlichte Gottesackerkirche, ihre Wetterfahne mit der Jahreszahl 1588 erinnerte an den ehemaligen Marktturm. Der Friedhof selbst enthielt eine Reihe alter Gräber, neben dem Grabmal des Pestpfarrers fand sich die Grabstelle des ersten evangelischen Pfarrers Promist († 1574), die Grabstätten derer von Bachoff mit ihren Wappen aus dem 17. und 18. Jahrhundert, ein Obelisk der Magdalena Eger, geborene Ostückenberg († 1798) und weitere, aufwändig gestaltete Grabstellen. Neben einigen verwitterten Resten historischer Grabsteine beherbergt der Friedhof heute nur noch verhältnismäßig neue Grabstätten ab dem Ende des 19. Jahrhunderts.

### Justizvollzugsanstalt
2002 wurde in Gräfentonna nach knapp zweijähriger Bauzeit die Justizvollzugsanstalt Tonna eröffnet.

## Vereine
- Heimatverein Gräfentonna e. V.
- Verein zur Förderung der Freiwilligen Feuerwehr Gräfentonna e. V.
- Kirmesverein Gräfentonna e. V.
- MSC Gräfentonna (Motorsportclub)
- Sportverein SV Fortuna Gräfentonna

## Persönlichkeiten

### Söhne und Töchter des Ortes
- Christian Ludwig Göckel (1662–1736), Arzt, Dekan des ärztlichen Kollegiums in Nürnberg und Mitglied der Gelehrtenakademie „Leopoldina“
- Friederike Brun (1765–1835), dänische Schriftstellerin deutscher Herkunft
- Friedrich Sickler (1773–1836), Gymnasialdirektor und Altertumswissenschaftler
- Johann Ernst Christian Haun (1748–1801), Stiftsprediger, Seminardirector und Landschuleninspector im Herzogthum Gotha[9]
- Karl Ludwig Christian Thienemann (1786–1863), Gründer des Thienemann Verlags
- Ferdinand Haasenstein (1828–1901), Buchhändler und Gründer der ersten Annoncen-Expedition Europas, dem Vorläufer der späteren Werbeagenturen
- Georg Hirth (1841–1916), Statistiker, volkswirtschaftlicher Schriftsteller, Journalist und Verleger
- Friedrich Hirth (1845–1927), deutsch-amerikanischer Sinologe und Historiker
- Otto Liebetrau (1855–1928), Kommunalpolitiker
- Rudolf Hirth du Frênes (1846–1916), Maler
- Julius Kaerst (1857–1930), Historiker
- Felix Hering (1870–1939), Forstmeister in Tambach-Dietharz, Heimatkundler und Autor in zahlreichen thüringischen Schriftenreihen
- Waldtraut Schrickel (1920–2009), Prähistorikerin

### Mit Gräfentonna verbundene Persönlichkeiten
- Heinrich Schwerdt (1810–1888), Theologe, wirkte von 1860 bis 1872 in der Gemeinde als Pfarrer.